# Систематика чешуекрылых
Отряд Чешуекрылые, или бабочки (Lepidóptera Linnaeus, 1758, от др.-греч. λεπίδος — чешуя и πτερόν — крыло) включает около  200 тыс. видов в мировой фауне. В отряде около 50 надсемейств и, по разным оценкам, насчитывается от 124 до 200 семейств чешуекрылых. В фауне России — 91 семейство, а также 2166 родов и 8879 видов.

## История
Шведский натуралист Карл Линней в своём труде Systema Naturae (1758) выделил три группы бабочек в составе Lepidoptera: Papilio, Sphinx и Phalaena с семью подгруппами в составе Phalaena. Теперь они представляют 9 разных надсемейств отряда.
Немецкий энтомолог Готтлиб Геррих-Шеффер (1843—1856) и его английский коллега Эдвард Мейрик (англ. Edward Meyrick) (1895) в основу своей классификации бабочек положили жилкование их крыльев.
Палеонтологические материалы в систематике бабочек впервые стали использовать такие энтомологи как Сэмюэль Хаббард Скаддер (1837—1911), исследовавший ископаемые остатки из Колорадо (Florissant, Colorado) и русский палеоэнтомолог Андрей Васильевич Мартынов (1879—1938), установивший близкое родство между Lepidoptera и ручейниками (Trichoptera).
Самыми древними ископаемыми остатками чешуекрылых являются представители Archaeolepis mane найденные в отложениях раннего юрского периода вблизи Дорсета, Великобритания, их возраст составляет около 190 млн лет.
Основным вкладом в лепидоптерологию XX-го столетия явилось создание в 1925 и 1939 годах групп Monotrysia и Ditrysia (основанные на структуре гениталий самок) энтомологом Борнером (Borner). Вилли Хенниг (1913—1976) разработал кладистскую методологию и применил её к филогенезу насекомых. Нильс П. Кристенсен (Niels P. Kristensen), Э. С. Нильсен (E. S. Nielsen) и Д. Р. Дэвис (D. R. Davis) изучали отношения между семействами Monotrysia, а Кристенсен работал в более общем плане, исследуя филогенез насекомых и высших чешуекрылых. 
Хотя на других группах организмов часто обнаруживается, что филогения, построенная на основе сходства ДНК отличается от той, которая основаны на морфологии, это не было в случае с Lepidoptera. Молекулярная филогения чешуекрылых, основанная на строении ДНК в основном соответствуют схемам филогенеза на основе морфологии.
Было сделано много попыток сгруппировать многочисленные надсемейства Lepidoptera в естественные группы, большинство из которых завершились неудачно, потому что одна из двух рассматриваемых групп не является монофилетической: Microlepidoptera и Macrolepidoptera; Heterocera и Rhopalocera; низшие сосущие или равнокрылые (Jugatae) и высшие сосущие или разнокрылые (Frenatae); однопорые (Monotrysia) и двупорые (Ditrysia).

## Классификация отряда
Около 15500 родов (50 ископаемых), более 157000 видов (86 ископаемых; данные на 2011 год). В настоящее время классификация отряда разработана не окончательно и ранг многих таксонов (даже выше уровня семейства) является порой дискуссионным. Ниже на схеме показана предполагаемая филогения основных групп бабочек.
Отряд условно включает четыре большие группы: низшие разноусые бабочки, огнёвкообразные бабочки, дневные или булавоусые бабочки и высшие разноусые бабочки, которых часто называют ночными, что не совсем корректно, так как многие из них ведут дневной образ жизни.
Современные систематики выделяют в отряде чешуекрылых четыре подотряда:
- первичные зубатые моли (Zeugloptera) — в настоящее время представлен одним надсемейством Micropterigoidea, в котором имеется единственное семейство Micropterigidae (около 150 видов);
- бесхоботковые (Aglossata) — в настоящее время представлен одним надсемейством Agathiphagoidea с единственным семейством Agathiphagidae (2 вида);
- гетеробатмии (Heterobathmiina) — в настоящее время представлен одним надсемейством Heterobathmioidea, в которое включено единственное семейство Heterobathmiidae (3 вида);
- хоботковые (Glossata) — самый многочисленный подотряд (более 150 тыс. видов).

## Список высших таксонов
Ниже приводится список подотрядов, инфраотрядов, надсемейств и семейств бабочек.

### Подотрядincertae sedis
- † Семейство Archaeolepidae
- † Семейство Mesokristenseniidae
- † Семейство Eolepidopterigidae
- † Семейство Undopterigidae

### ПодотрядПервичные зубатые моли(Zeugloptera) (Protolepidoptera)
- Надсемейство Micropterigoidea
  - Семейство Моли первичные зубатые, или Зубатые первичные моли (Micropterigidae)

### ПодотрядБесхоботковые(Aglossata)
- Надсемейство Agathiphagoidea
  - Семейство Agathiphagidae

### ПодотрядГетеробатмии(Heterobathmiina)
- Надсемейство Heterobathmioidea
  - Семейство Heterobathmiidae

### ПодотрядХоботковые(Glossata)
Включает 6 инфраотрядов.

#### ИнфраотрядDacnonypha
- Надсемейство Eriocranioidea
  - Семейство Моли беззубые (Eriocraniidae)

Клада Coelolepida (два инфраотряда, Acanthoctesia и Lophocoronina)

#### ИнфраотрядAcanthoctesia
- Надсемейство Acanthopteroctetoidea
  - Семейство Acanthopteroctetidae

#### ИнфраотрядLophocoronina
- Надсемейство Lophocoronoidea
  - Семейство Lophocoronidae

Клада Myoglossata (один инфраотряд Neopseustina)

#### ИнфраотрядNeopseustina
- Надсемейство Neopseustoidea
  - Семейство Neopseustidae

Клада Neolepidoptera (все нижеследующие инфраотряды, надсемейства и клады)

#### ИнфраотрядExoporia
- Надсемейство Mnesarchaeoidea
  - Семейство Mnesarchaeidae

- Надсемейство Hepialoidea
  - Семейство Palaeosetidae
  - Семейство Prototheoridae
  - Семейство Neotheoridae
  - Семейство Anomosetidae
  - Семейство Тонкопряды (Hepialidae)

#### ИнфраотрядHeteroneura
Клада Nepticulina
- Надсемейство Nepticuloidea
  - Семейство Моли-малютки (Nepticulidae)
  - Семейство Опостегиды (Opostegidae)

Клада Eulepidoptera (все нижеследующие надсемейства и клады)
Клада Incurvariina
- Надсемейство Andesianoidea
  - Семейство Andesianidae
- Надсемейство Adeloidea (= Incurvarioidea)
  - Семейство Моли-блестянки, или Кружковые моли (Heliozelidae)
  - Семейство Длинноусые моли, или Длинноуски (Adelidae)
  - Семейство Минно-чехликовые моли (Incurvariidae), включая бывшее семейство Crinopterygidae
  - Семейство Cecidosidae
  - Семейство Продоксиды (Prodoxidae)

Клада Etimonotrysia (Tischeriina)
- Надсемейство Palaephatoidea
  - Семейство Palaephatidae

- Надсемейство Tischerioidea
  - Семейство Одноцветные моли-минёры, или Тишеровы моли (Tischeriidae)

Клада Двупорые (Ditrysia)
- Надсемейство incertae sedis
  - Семейство Millieriidae

- Надсемейство Молеподобные (Tineoidea) 
  - Семейство Эриокоттиды (Eriocottidae)
  - Семейство Акролепиды, или Минирующие стеблевые моли (Acrolophidae)
  - Семейство Мешочницы (Psychidae)
  - Семейство Настоящие моли (Tineidae)

- Надсемейство Gracillarioidea
  - Семейство Roeslerstammidae (=Amphitheridae)
  - Семейство Кривоусые крохотки-моли (Bucculatricidae)
  - Семейство Моли-пестрянки (Gracillariidae)

- Надсемейство Yponomeutoidea
  - Семейство Моли горностаевые (Yponomeutidae)
  - Семейство Аргирестииды (Argyresthiidae)
  - Семейство Моли серпокрылые (Plutellidae)
  - Семейство Глифиптеригиды (Glyphipterigidae), включая бывшее семейство Акролепиды, или Минирующие стеблевые моли (Acrolepiidae)
  - Семейство Ypsolophidae, включая бывшее семейство Моли злаковые стеблевые (Ochsenheimeriidae)
  - Семейство Attevidae
  - Семейство Praydidae
  - Семейство Гелиодиниды, или Солнечные моли (Heliodinidae)
  - Семейство Bedelliidae
  - Семейство Крохотки-моли (Lyonetiidae)

Клада Apoditrysia
- Надсемейство incertae sedis
  - Семейство Prodidactidae
  - Семейство Дугласииды (Douglasiidae)

- Надсемейство Simaethistoidea
  - Семейство Simaethistidae

- Надсемейство Gelechioidea
  - Семейство Autostichidae, включая бывшие семейства Deoclonidae, Glyphidoceridae и Холькопогониды (Holcopogonidae)
  - Семейство Лецитоцериды (Lecithoceridae)
  - Семейство Ксилориктиды, или Рогатые моли (Xyloryctidae)
  - Семейство Бластобазиды, или Сумрачные моли (Blastobasidae)
  - Семейство Ширококрылые моли (Oecophoridae)
  - Семейство Schistonoeidae
  - Семейство Lypusidae (ранее в Tineoidea), включая часть Amphisbatidae
  - Семейство Chimabachidae
  - Семейство Peleopodidae
  - Семейство Злаковые моли-минёры (Elachistidae), включая бывшие семейства Agonoxenidae, Depressariidae, Черноточечные моли (Ethmiidae), и включая часть Amphisbatidae
  - Семейство Syringopaidae
  - Семейство Coelopoetidae
  - Семейство Stathmopodidae
  - Семейство Epimarptidae (ране в составе Batrachedridae)
  - Семейство Batrachedridae
  - Семейство Чехлоноски, или Чехликовые моли (Coleophoridae)
  - Семейство Узкокрылые моли, или Момфиды (Momphidae)
  - Семейство Pterolonchidae
  - Семейство Мрачные моли (Scythrididae)
  - Семейство Роскошные (узкокрылые) моли (Cosmopterigidae)
  - Семейство Моли выемчатокрылые (Gelechiidae)

- Надсемейство Alucitoidea
  - Семейство Tineodidae
  - Семейство Alucitidae

- Надсемейство Pterophoroidea
  - Семейство Пальцекрылки (Pterophoridae)

- Надсемейство Carposinoidea (Copromorphoidea)
  - Семейство Копроморфиды (Copromorphidae)
  - Семейство Карпосиниды, или Садовые моли (Carposinidae)

- Надсемейство Schreckensteinioidea
  - Семейство Малинные моли (Schreckensteiniidae)

- Надсемейство Epermenioidea
  - Семейство Зонтичные моли, эперменииды (Epermeniidae)

- Надсемейство Urodoidea
  - Семейство Urodidae

- Надсемейство Immoidea
  - Семейство Immidae

- Надсемейство Choreutoidea
  - Семейство Моле-листовёртки, или Хореутиды (Choreutidae)

- Надсемейство Galacticoidea
  - Семейство Galacticidae

- Надсемейство Tortricoidea
  - Семейство Листовёртки (Tortricidae)

- Надсемейство Cossoidea (Sesioidea)
  - Семейство Brachodidae
  - Семейство Древоточцы (Cossidae)
  - Семейство Dudgeoneidae
  - Семейство Metarbelidae
  - Семейство Ratardidae
  - Семейство Кастнии (Castniidae)
  - Семейство Стеклянницы (Sesiidae)

- Надсемейство Zygaenoidea
  - Семейство Epipyropidae
  - Семейство Cyclotornidae
  - Семейство Heterogynidae
  - Семейство Lacturidae
  - Семейство Phaudidae
  - Семейство Дальцериды (Dalceridae)
  - Семейство Limacodidae
  - Семейство Мегалопигиды (Megalopygidae)
  - Семейство Aididae
  - Семейство Somabrachyidae
  - Семейство Himantopteridae, включая бывшее семейство Anomoeotidae
  - Семейство Пестрянки (Zygaenidae)

Клада Obtectomera
- Надсемейство Whalleyanoidea
  - Семейство Whalleyanidae

- Надсемейство Thyridoidea
  - Семейство Окончатые мотыльки, или Окончатые огнёвки (Thyrididae)

- Надсемейство Hyblaeoidea
  - Семейство Hyblaeidae

- Надсемейство Calliduloidea
  - Семейство Callidulidae

- Надсемейство Булавоусые, или Дневные (Papilionoidea, = Hesperioidea, Hedyloidea)
  - Семейство Парусники (Papilionidae)
  - Семейство Hedylidae
  - Семейство Толстоголовки (Hesperiidae)
  - Семейство Белянки (Pieridae)
  - Семейство Риодиниды (Riodinidae)
  - Семейство Голубянки (Lycaenidae)
  - Семейство Нимфалиды (Nymphalidae)

- Надсемейство Огнёвкообразные Pyraloidea
  - Семейство Огнёвки настоящие, или Огнёвки сенные (Pyralidae)
  - Семейство Огнёвки-травянки, или Травяные огнёвки (Crambidae)

- Надсемейство Mimallonoidea
  - Семейство Mimallonidae

Клада Macroheterocera
- Надсемейство Drepanoidea (Axioidea)
  - Семейство Cimeliidae (Axiidae)
  - Семейство Doidae
  - Семейство Серпокрылки (Drepanidae)

- Надсемейство Lasiocampoidea
  - Семейство Коконопряды (Lasiocampidae)

- Надсемейство Шелкопрядовые (Bombycoidea)
  - Семейство Apatelodidae
  - Семейство Eupterotidae
  - Семейство Павлиноглазки волнистые, или Брамеи (Brahmaeidae), включая бывшее семейство Жёлтые шелкопряды, или Осенние шелкопряды (Lemoniidae)
  - Семейство Phiditiidae
  - Семейство Anthelidae
  - Семейство Carthaeidae
  - Семейство Берёзовые шелкопряды, или Шелкокрылы (Endromidae), включая бывшее семейство Mirinidae
  - Семейство Шелкопряды настоящие (Bombycidae)
  - Семейство Павлиноглазки (Saturniidae)
  - Семейство Бражники (Sphingidae)

- Надсемейство Geometroidea
  - Семейство Эпикопеиды (Epicopeiidae)
  - Семейство Sematuridae
  - Семейство Урании (Uraniidae)
  - Семейство Пяденицы (Geometridae)

- Надсемейство Совкообразные (Noctuoidea)
  - Семейство Oenosandridae
  - Семейство Хохлатки (Notodontidae)
  - Семейство Erebidae, включая бывшие семейства Медведицы (Arctiidae) и Волнянки (Lymantriidae)
  - Семейство Euteliidae
  - Семейство Нолиды, или Карликовые шелкопряды, Недотроги (Nolidae)
  - Семейство Совки, или Ночницы (Noctuidae)